# Igor Lebedenko
Bản mẫu:Eastern Slavic name
Igor Vladimirovich Lebedenko (tiếng Nga: Игорь Владимирович Лебеденко, sinh ngày 27 tháng 5 năm 1983) là một cầu thủ bóng đá người Nga thi đấu ở vị trí tiền đạo cho FC Fakel Voronezh.

## Sự nghiệp

### Câu lạc bộ
Anh thi đấu cho F.K. Lokomotiv Moskva (2005–2006) trước khi gia nhập F.K. Saturn Moskva Oblast, trước đó anh thi đấu at F.K. Torpedo Moskva (2002–2004). Vào ngày 19 tháng 2 năm 2009 tiền đạo này rời Rubin Kazan để gia nhập F.K. Rostov.

### Quốc tế
Igor được triệu tập vào Đội tuyển bóng đá quốc gia Nga nhưng không được thi đấu. Anh thi đấu cho đội tuyển U-21 Nga.

## Thống kê sự nghiệp

### Câu lạc bộ
Tính đến trận đấu diễn ra ngày 5 tháng 3 năm 2018
| Câu lạc bộ          | Mùa giải            | Giải vô địch                | Giải vô địch | Giải vô địch | Cúp     | Cúp       | Châu lục | Châu lục  | Khác    | Khác      | Tổng cộng | Tổng cộng |
| Câu lạc bộ          | Mùa giải            | Hạng đấu                    | Số trận      | Bàn thắng    | Số trận | Bàn thắng | Số trận  | Bàn thắng | Số trận | Bàn thắng | Số trận   | Bàn thắng |
| ------------------- | ------------------- | --------------------------- | ------------ | ------------ | ------- | --------- | -------- | --------- | ------- | --------- | --------- | --------- |
| Torpedo-2 Moskva    | 2000                | PFL                         | 3            | 0            | 0       | 0         | –        | –         | –       | –         | 3         | 0         |
| Torpedo Moskva      | 2000                | Giải bóng đá ngoại hạng Nga | 0            | 0            | 0       | 0         | 0        | 0         | –       | –         | 0         | 0         |
| Torpedo Moskva      | 2001                | Giải bóng đá ngoại hạng Nga | 0            | 0            | 0       | 0         | 0        | 0         | –       | –         | 0         | 0         |
| Torpedo Moskva      | 2002                | Giải bóng đá ngoại hạng Nga | 21           | 6            | 1       | 0         | –        | –         | –       | –         | 22        | 6         |
| Torpedo Moskva      | 2003                | Giải bóng đá ngoại hạng Nga | 29           | 2            | 2       | 0         | 5        | 0         | 4       | 0         | 40        | 2         |
| Torpedo Moskva      | 2004                | Giải bóng đá ngoại hạng Nga | 23           | 9            | 2       | 0         | –        | –         | –       | –         | 25        | 9         |
| Torpedo Moskva      | Tổng cộng           | Tổng cộng                   | 73           | 17           | 5       | 0         | 5        | 0         | 4       | 0         | 87        | 17        |
| Lokomotiv Moskva    | 2005                | Giải bóng đá ngoại hạng Nga | 23           | 6            | 1       | 1         | 10       | 4         | –       | –         | 34        | 11        |
| Lokomotiv Moskva    | 2006                | Giải bóng đá ngoại hạng Nga | 0            | 0            | 0       | 0         | 2        | 0         | –       | –         | 2         | 0         |
| Lokomotiv Moskva    | Tổng cộng           | Tổng cộng                   | 23           | 6            | 1       | 1         | 12       | 4         | 0       | 0         | 36        | 11        |
| Saturn Ramenskoye   | 2006                | Giải bóng đá ngoại hạng Nga | 21           | 5            | 1       | 0         | –        | –         | –       | –         | 22        | 5         |
| Saturn Ramenskoye   | 2007                | Giải bóng đá ngoại hạng Nga | 26           | 2            | 4       | 0         | –        | –         | –       | –         | 30        | 2         |
| Saturn Ramenskoye   | 2008                | Giải bóng đá ngoại hạng Nga | 10           | 0            | 0       | 0         | 0        | 0         | –       | –         | 10        | 0         |
| Saturn Ramenskoye   | Tổng cộng           | Tổng cộng                   | 57           | 7            | 5       | 0         | 0        | 0         | 0       | 0         | 62        | 7         |
| Rostov              | 2009                | Giải bóng đá ngoại hạng Nga | 29           | 3            | 1       | 0         | –        | –         | –       | –         | 30        | 3         |
| Rostov              | 2010                | Giải bóng đá ngoại hạng Nga | 30           | 3            | 2       | 1         | –        | –         | –       | –         | 32        | 4         |
| Rostov              | Tổng cộng           | Tổng cộng                   | 59           | 6            | 3       | 1         | 0        | 0         | 0       | 0         | 62        | 7         |
| Rubin Kazan         | 2011–12             | Giải bóng đá ngoại hạng Nga | 22           | 2            | 1       | 1         | 5        | 0         | –       | –         | 28        | 3         |
| Terek Grozny        | 2011–12             | Giải bóng đá ngoại hạng Nga | 12           | 2            | 1       | 0         | –        | –         | –       | –         | 13        | 2         |
| Terek Grozny        | 2012–13             | Giải bóng đá ngoại hạng Nga | 27           | 6            | 3       | 0         | –        | –         | –       | –         | 30        | 6         |
| Terek Grozny        | 2013–14             | Giải bóng đá ngoại hạng Nga | 27           | 3            | 3       | 0         | –        | –         | –       | –         | 30        | 3         |
| Terek Grozny        | 2014–15             | Giải bóng đá ngoại hạng Nga | 29           | 4            | 1       | 0         | –        | –         | –       | –         | 30        | 4         |
| Terek Grozny        | 2015–16             | Giải bóng đá ngoại hạng Nga | 25           | 2            | 1       | 0         | –        | –         | –       | –         | 26        | 2         |
| Terek Grozny        | 2016–17             | Giải bóng đá ngoại hạng Nga | 17           | 3            | 1       | 1         | –        | –         | –       | –         | 18        | 4         |
| Terek Grozny        | Tổng cộng           | Tổng cộng                   | 137          | 20           | 10      | 1         | 0        | 0         | 0       | 0         | 147       | 21        |
| Ararat Moskva       | 2017–18             | PFL                         | 17           | 5            | 3       | 0         | –        | –         | –       | –         | 20        | 5         |
| Fakel Voronezh      | 2017–18             | FNL                         | 1            | 0            | –       | –         | –        | –         | –       | –         | 1         | 0         |
| Tổng cộng sự nghiệp | Tổng cộng sự nghiệp | Tổng cộng sự nghiệp         | 392          | 63           | 28      | 4         | 22       | 4         | 4       | 0         | 446       | 71        |